# 5746 (année hébraïque)
5746 (hébreu : ה'תשמ"ו , abbr. : תשמ"ו) est une année hébraïque qui a commencé à la veille au soir du 16 septembre 1985 et s'est finie le 3 octobre 1986. Cette année a compté 383 jours. Ce fut une année embolismique dans le cycle métonique, avec deux mois de Adar - Adar I et Adar II. Ce fut la sixième année depuis la dernière année de chemitta.
En l'an 5746, l'État d'Israël a fêté ses 38 ans d'indépendance.

## Calendrier
Ce calendrier hébraïque de l'année 5746 donne les correspondances avec les dates du calendrier grégorien.
Le premier nombre dans chaque case correspond au jour du mois hébraïque. Les jours en couleurs sont des jours remarquables juifs ou israéliens.
| ◄◄ | 5746 | ►► |

## Événements
- Catastrophe de Tchernobyl

## Naissances
- Gilad Shalit
- Shahar Zubari

## Décès
- Yona Wallach
- Israël Galili
- Le Rav Moshe Feinstein
- Benny Goodman

5741 - 5742 - 5743 - 5744 - 5745 - 5746 - 5747 - 5748 - 5749 - 5750 - 5751